# Південний захід штату Мату-Гросу (мезорегіон)
Південний захід штату Мату-Гросу (порт. Mesorregião do Sudoeste Mato-Grossense) — адміністративно-статистичний мезорегіон в Бразилії. Входить в штат Мату-Гросу. Населення становить 306 183 осіб на 2006 рік. Займає площу 72 064,499 км². Густота населення — 4,2 чол./км².

## Склад мезорегіону
В мезорегіон входять наступні мікрорегіони:
1. Алту-Гуапоре
2. Жауру
3. Тангара-да-Серра
4. Алту-Арагуая
5. Алту-Гуапоре

| Бразилія | Це незавершена стаття з географії Бразилії. Ви можете допомогти проєкту, виправивши або дописавши її. |